# Steubenville
Steubenville è un comune degli Stati Uniti d'America, capoluogo della contea di Jefferson nello Stato dell'Ohio. Sorge a ovest di Pittsburgh, sul fiume Ohio.
Prende il nome da Friedrich Wilhelm von Steuben, generale prussiano che servì nell'Esercito continentale durante la guerra d'indipendenza americana adoperandosi per il miglioramento dell'organizzazione delle truppe.
Si estende su una superficie di 26,7 km² e nel 2000 contava 19.015 abitanti (711,4 per km²).
Sede vescovile cattolica, è un attivo centro industriale.

## Storia
All'origine dell'insediamento fu un forte, costruito nel 1786, e identificato come Fort Steuben, posto sulle rive del fiume Ohio.
La finalità del forte era quella di proteggere dagli attacchi indiani i prospettori inviati dal governo per mappare i terreni adiacenti. Al termine delle attività il forte venne abbandonato e le truppe trasferite a Fort Harmar ma, nel frattempo, alcuni coloni avevano formato un villaggio nelle vicinanze del forte abbandonato e avevano identificato il loro insediamento come La Belle. Nel 1797 venne istituita la contea di Jefferson e La Belle venne eletta come sede del governo; in seguito Bezaleel Wells e James Ross disegnarono una città intorno a La Belle cui diedero il nome di Steubenville in onore del forte ormai distrutto da un incendio.
Durante la prima metà del 19º secolo Steubenville fu una città portuale, tuttavia nel 1856 Frazier, Kilgore and Company costruirono un mulino a cilindri e la Steubenville Coal and Mining Company aprì una miniera di carbone aprendo nuovi orizzonti per l'industria cittadina.